# João Braz de Aviz

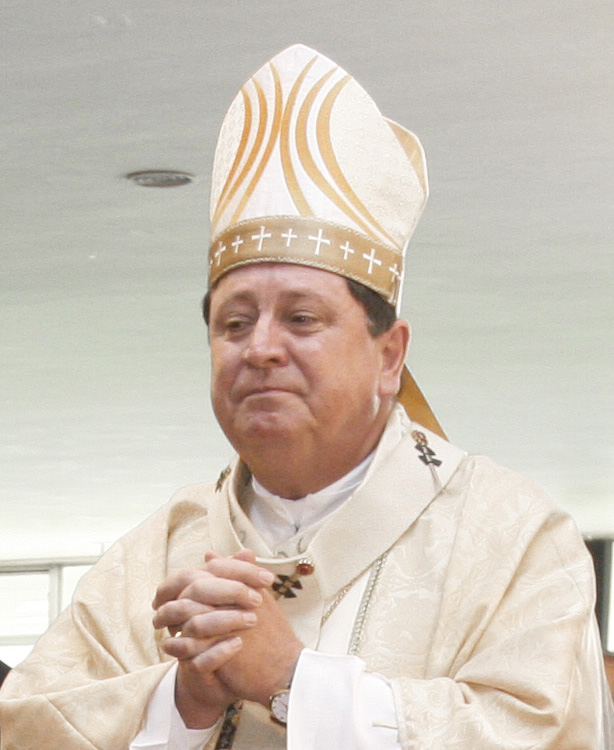
Erzbischof João Braz de Aviz (2010)

Wappen von Kardinal Braz de Aviz

João Kardinal Braz de Aviz (* 24. April 1947 in Mafra, Santa Catarina, Brasilien) ist ein emeritierter Kurienkardinal der römisch-katholischen Kirche. Er stand von 2011 bis 2025 als Kardinalpräfekt der Kongregation für die Institute geweihten Lebens und für die Gesellschaften apostolischen Lebens (seit 2022: Dikasterium für die Institute geweihten Lebens und für die Gesellschaften apostolischen Lebens) vor und war zuvor zwischen 2004 und 2011 Erzbischof von Brasília.

## Leben
João Braz de Aviz wurde als eines von acht Kindern der Eheleute João Avelino de Aviz und Juliana Hacke de Aviz geboren. In seiner Kindheit zog die Familie nach Borrazópolis um. Am 21. April 1958 trat Braz de Aviz in das Knabenseminar São Pio X. in Assis ein und studierte anschließend Philosophie am Priesterseminar Rainha dos Apóstolos in Curitiba und an der Theologischen Fakultät in Palmas. Von 1967 bis 1972 studierte er Katholische Theologie an der Päpstlichen Universität Gregoriana in Rom. Braz de Aviz erwarb ein Lizenziat im Fach Katholische Theologie. Er empfing am 26. November 1972 durch Bischof Romeu Alberti das Sakrament der Priesterweihe für das Bistum Apucarana.
Von 1973 bis 1984 war João Braz de Aviz als Pfarrer in einigen Pfarreien des Bistums Apucarana tätig. Er war von 1984 bis 1985 Regens des Priesterseminars von Apucarana und von 1986 bis 1988 Regens des Priesterseminars von Londrina. 1989 wurde Braz de Aviz für weiterführende Studien nach Rom an die Päpstliche Lateranuniversität entsandt. 1992 wurde er mit einer dogmatischen Dissertation zum Doktor der Theologie promoviert. Von 1991 bis 1994 war João Braz de Aviz Pfarrer an der Kathedrale Nossa Senhora de Lourdes in Apucarana und Professor für Dogmatik am Istituto teologico Paolo VI. in Londrina. Zudem war er Mitglied des Priesterrates und des Konsultorenkollegiums sowie Koordinator für die Pastoral im Bistum Apucarana.
Am 6. April 1994 ernannte ihn Papst Johannes Paul II. zum Titularbischof von Flenucleta und zum Weihbischof in Vitória. Die Bischofsweihe spendete ihm der Bischof von Apucarana, Domingos Gabriel Wisniewski CM, am 31. Mai desselben Jahres; Mitkonsekratoren waren der Erzbischof von Vitória, Silvestre Luís Scandián SVD, und der Bischof von Palmares, Acácio Rodrigues Alves. Sein Wahlspruch Omnes unum sint („Alle sollen eins sein“) entstammt dem Evangelium nach Johannes (Joh 17,21 ). Als Weihbischof war João Braz de Aviz Generalvikar des Erzbistums Vitória und Präsident der regionalen Bischofskonferenz von Espírito Santo sowie Mitglied der Kommission für die Glaubenslehre in der Brasilianischen Bischofskonferenz. Zudem war er Sekretär des XIII. Nationalen Eucharistischen Kongresses.
Papst Johannes Paul II. berief João Braz de Aviz am 12. August 1998 zum Bischof von Ponta Grossa. Die Amtseinführung fand am 15. Oktober desselben Jahres statt. Am 17. Juli 2002 wurde Braz de Aviz zum Erzbischof von Maringá ernannt. Die Amtseinführung fand am 4. Oktober desselben Jahres statt. Papst Johannes Paul II. berief ihn am 28. Januar 2004 zum Erzbischof von Brasília. Dieses Amt trat João Braz de Aviz am 27. März desselben Jahres an. Im Mai 2010 organisierte João Braz de Aviz den XVI. Nationalen Eucharistischen Kongress.
Am 4. Januar 2011 ernannte ihn Papst Benedikt XVI. zum Präfekten der Kongregation für die Institute geweihten Lebens und für die Gesellschaften apostolischen Lebens. João Braz de Aviz trat am 16. Februar 2011 sein Amt an. Papst Franziskus hat diese Ernennung am 29. März 2014 bestätigt.
Im feierlichen Konsistorium vom 18. Februar 2012 nahm ihn Benedikt XVI. als Kardinaldiakon mit der Titeldiakonie Sant’Elena fuori Porta Prenestina in das Kardinalskollegium auf. Kardinal Braz de Aviz nahm nach dem Rücktritt Benedikts XVI. im Folgejahr am Konklave teil, das Franziskus zum Papst wählte. Am 4. März 2022 wurde er von Papst Franziskus unter Beibehaltung seiner Titeldiakonie als Titelkirche pro hac vice zum Kardinalpriester ernannt. Ebenso nahm er am Konklave 2025 teil, das Leo XIV. wählte.
Am 6. Januar 2025 wurde Braz de Aviz durch Simona Brambilla MC als Präfekt des Dikasteriums für die Institute geweihten Lebens und für die Gesellschaften apostolischen Lebens abgelöst.

## Mitgliedschaften
Kardinal Braz de Aviz ist Mitglied folgender Institutionen der Römischen Kurie:
- Kongregation für die Institute geweihten Lebens und für die Gesellschaften apostolischen Lebens (seit 2011[4], bestätigt 2014[6])
- Kongregation für die Bischöfe (seit 2013)[9]
- Kongregation für den Klerus (seit 2012[10], bestätigt 2014[11])
- Kongregation für das Katholische Bildungswesen (seit 2012[10], bestätigt 2013[12])
- Päpstlicher Rat für die Laien (2014–2016)[13]
- Päpstliches Komitee für die Eucharistischen Weltkongresse (seit 2012)[10]
- Dikasterium für Laien, Familie und Leben.[14]
- Dikasterium für den Gottesdienst und die Sakramentenordnung (seit 2023[15])